# Saúl García Vieira
Saúl García Vieira (Medellín, 18 de julio de 1925 - Bogotá, 1 de enero de 2004) fue un presentador, pintor y dibujante colombiano.

## Biografía
Nació en Medellín. Estudió en Parsons School of Desing, en Nueva York. Regresó a Colombia a diseñar e ilustrar montaje de vitrinas comerciales con Fernando Botero y David Manzur. Incursionó en la televisión como presentador de desfiles de moda, comerciales y loterías, participó en el programa de Perry Mason en la versión colombiana conducido por Fernando González Pacheco. 
En 1982 al 1983 fue presentador del concurso Guerra de Estrellas con Karina Gómez, producido por Cinevisión y emitido en la Primera Cadena. En 1984 conduce el primer programa de cocina Saúl en la olla a 1987, gracias a esto alcanzó la sintonía en esa época de la televisión colombiana. Entre sus últimos años ya alejado de la televisión se dedicó a su hogar en realizar pinturas y decoraciones en Bogotá hasta su muerte el 1 de enero de 2004 tras de padecer complicaciones de diabetes y problemas cardíacos.